# Tomorrow X Together
Тумороу бај тугедр (Korean 투모로우바이투게더 , Тумороу бај тугедр, или Тумороу x тугедр), познатији као ТИ ЕКС ТИ , је јужнокорејски дечачки бенд који је формирао Биг Хит мјузик . Група се састоји од пет чланова: Јонџун, Субин, Бомгју, Техјан, Хјунингкаи 
Дебитовали су 4. марта 2019. са продуженом представом (ЕП) The Dream Chapter: Star . ЕП је дебитовао и достигао прво место на листи  Gaon Album Chart и на листи Билборд светских албума и ушао на Билборд 200 у САД на 140. месту, деби албум са највишим ранг листама било које мушке К-поп групе у то време. њихов главни сингл " Crown " дебитовао је на првом месту Биллборд Врлд Дигитал Сонгс листе, а  ти екс ти је био на врху листе Биллборд Emerging Artists, чинећи их најбржом К-поп групом која се појавила на првој и другом најбржом која се појавила на другој .
Рани комерцијални успех групе донео им је неколико нових награда за уметнике, укључујући почетника године на 34. додели Golden Disc Awards  и Melon Music Awards и 2019, за новог извођача године на 9. Gaon Chart Music Awards и најбољег новог мушког извођача 2019. на  Mnet Asian Music Awards. .

## Име
ти екс ти (eng.TXT) је акроним за Тумороу бај тугедр (eng. Tomorrowx Together).  На корејском, назив групе је 투모로우바이투게더 (РР : Тумороубаитугедео ),  што се преводи као „Сутра заједно“, немају посебну корејску верзију свог имена.  Како се наводи на њиховој веб страници, њихово име се односи на пет појединаца који се "окупљају под једним сном у нади да ће изградити боље сутра". 
У свом првом интервјуу за МБЦ -јеву Секцију ТВ, група је изјавила да више воле да их  помињу пуним именом уместо иницијалима. 

## Историја

### Активности пре дебитовања
Планове за другу дечачку групу из Биг Хит Ентертаинмент-а најавио је оснивач Банг Си-хјук још 2017,  а датум дебија за почетак 2019 одређен је у новембру 2018.  ти екс ти  је званично откривен 10. јануара 2019.   Током наредних десет дана, видео снимци који приказују сваког члана, названи „филмови за упознавање“, објављени су на Jut-jub у. 

### 2019: Деби ипоглавље снова: Магија
У 2019, шест година након БТС-овог дебутовања, ти екс ти  је био први дечачки бенд  након БТС-а који је представио Биг Хит Ентертаинмент.  Дебитантско емитовање групе емитовано је на Мнет-у и њиховој Jut-jub страници, најављено заједно са дебитантском продуженом игром (EP), The Dream Chapter: Star, која је објављена 4. марта 2019.   Њихова дебитантска изложба одржана је у Yes24 Live Хали 5. марта.  Након објављивања ЕП-а, музички видео главног сингла албума, „круна“ је прикупио 14,5 милиона прегледа на Јутјубу, оборио је рекорд најгледанијег К-поп дебитантског музичког спота у року од 24 сата за дечачку групу која је добила највише лајкова за К-поп дебитантски музички видео, са 2,3 милиона лајкова за 24 сата.   Албум је дебитовао на врху листе Gaon Album Chart  и Биллборд Ворлд Албумс Цхарт- а, док је песма "круна" дебитовала на првом месту <i id="mwbQ">Билбордове листе</i> светских дигиталних песама .  Група је дебитовала на броју један на Биллбоард Емергинг Артистс и на  140 месту на Биллбоард 200 листи, чинећи их најбржим који су се појавили на овим листама (били су друга најбржа К-поп група која се појавила на Биллбоард Емергинг Артистс) и највише - на листи деби албума било које мушке К-поп групе. Албум је такође био на трећем месту Oricon-ове недељне листе албума.  Поред тога, отишао је на прво место Гаон месечне листе албума за месец март.   ти екс ти -ов први музички наступ емитован је 7. марта 2019. на Мнетовом М Цоунтдовн -у.   Освојили су своју прву победу у музичкој емисији у емисији СБС МТВ-овом The Show  са песмом  „круна“, само недељу дана након њиховог дебија,  након чега су уследиле победе на М Цоунтдовн и Схов Цхампион .   „круна“ се налази на ГК -овој листи ' промена игре из деценије К-попа“ за 2019. годину на крају деценије, а ГК је написао: „Сјајни, блистави поп ти екс ти-а који, [...] су у свом сопственом елементу док разиграно истражују тинејџерске болове." 
Дана 9. априла 2019. ти екс ти су најавили своју прву прекоокеанску турнеју, дебитантску изложбу од шест изложба у шест америчких градова — Њујорку, Чикагу, Лос Анђелесу, Даласу, Орланду и Атланти — током две недеље, од 9. до 24. маја  Карте за све представе распродате су за мање од 24 сата.  Након њиховог представљања у мају, ти екс ти су наступили на музичком концерту iHeartRadio Wango Tango  2019. у Дигнити Хеалтх Спортс Парку у Лос Анђелесу 1. јуна  Група је 20. јуна најавила да ће наступити на два највећа јапанска модна фестивала, ревији Кансаи колекције за јесен/зиму 2019. 27. августа, а затим на ревији Токио Гирлс колекције за јесен/зиму 2019. 7. септембра, чиме је ти екс ти постао први корејски уметник који је икада наступио на обе емисије у истој сезони.  6. јула, ти екс ти је наступио на КЦОН 2019 NY музичком фестивалу у Медисон Сквер Гардену у Њујорку, пред 55.000 гледалаца.  Касније тог месеца, ти екс ти је добио своју прву номинацију за МТВ Видео Мусик Авард у категорији "Најбољи К-поп". 
Биг Хит Ентертаинмент је 8. августа 2019. објавио да ће планови за издавање новог албума у августу бити одложени за септембар због Субинове дијагнозе инфективног коњуктивитиса и Јонџунових болова у леђима.  Дана 20. августа, Биг Хит Ентертаинмент је открио да су чланови Техјан и ХјунингКаи такође имали дијагнозу коњуктивитиса, чиме је датум изласка новог албума померен са септембра на октобар. 
Дана 21. октобра 2019.ти екс ти су коначно објавили свој први студијски албум, The Dream Chapter: Magic, са песмом „9 и три четвртине (бежи)“ као главним синглом.  У музичком смислу, албум је укључивао различите музичке жанрове, укључујући Р&Б, тропски хаус, акустични поп и хип хоп .  Албум је дебитовао на врху листе албума Гаон, премашивши продају од 124.000 у првој недељи.  Ово је био други албум групе на врху листе након њиховог дебитантског ЕП-а. Албум је дебитовао на трећем месту Биллбоардове Светске листе албума и на шестом месту Биллборд Хеатсеекерс Албум листе. Укупно четири нумере са албума ушле су на <i id="mw0Q">Биллбоард</i> Ворлд Дигитал Сонгс топ листу, а главни сингл дебитовао је на другом месту.  Биллборд и Дазед су касније прогласили „9 и три четвртине (бежи)“ једном од најбољих К-поп песама године.  
ти екс ти-ов комерцијални успех у њиховим раним месецима донео им је неколико почетничких награда на доделама главних корејских музичких награда на крају године, укључујући Асиа Артист Авардс,  Мелон Мусиц Авардс,  Мнет Асиан Мусиц Авардс,  Голден Дисц Авардс,  Гаон Цхарт Мусиц Авардс  и Сеоул Мусиц Авардс . 

### 2020: Јапански деби,поглавље снова: ВечностиМинисоде1: Плави сат
Дана 15. јануара 2020. ти екс ти су дебитовали у Јапану са синглом „Магични сат“, који укључује јапанске верзије њихових песама „бежи“, „круна“ и „Анђео или Ђаво“. Сингл албум је дебитовао на првом месту Орицон Даили листе и на другом месту Орицон Веекли Синглес листе.  19. јануара, најављен је деби групе на јапанској телевизији њиховим првим појављивањем на ТВ Асахи Мусиц Статион . Они су 24. јануара извели јапанску верзију песме „бежи“, били су први корејски уметници који су наступали у емисији 2020.  "Магични сат" је добио златни сертификат од стране Удружења дискографске индустрије Јапана (РИАЈ) за продају од 100.000 јединица. 
Биг Хит Ентертаинмент је 28. априла одредио датум објављивања другог ЕП-а ти екс ти-jа, поглавље снова: Вечност , за 18. мај, који ће предводити сингл "Не видиш ме?".   Албум је продат у преко 181.000 примерака у првој недељи и ушао је на Гаон листу албума на друго место.   Дебитовао је на првом месту Орицон Албумс  листе, поставшипрви пут бенда да буде на врху листе у Јапану.  У јулу 2020. албум је добио платинасти сертификат од Корејске асоцијације за музички садржај (КМЦА) за 250.000 испорука албума, чиме је ти екс ти добио први сертификат у земљи од њиховог дебија. Два месеца касније, <i id="mwARE">поглавље снова: звезда</i> и  поглавље снова: магија су такође добили платинасти сертификат од КМЦА. 
Дана 20. јула 2020. године, објављено је да ће Сбин бити нови МЦ КБС2 <i id="mwARg">Мусиц Банк</i> на годину дана, заједно са Ох мај Гирлс, Арин . Његово прво емитовање као МЦ било је 24. јула 2020.  а финално 1. октобра 2021.  19. августа 2020. ти екс ти су објавили свој други јапански сингл „Драма“. Сингл албум укључивао је јапанске верзије песама "Драма" и "Не видиш ме?", као и њихову прву оригиналну јапанску песму "вечни сјај".  „Вечни сјај“ је послужио као дванаеста уводна тема анимеа Црна детелина, који је почео да се емитује 1. септембра  „Драма“ је дебитовала и достигла треће место на јапанској Орицон листи синглова и добила је златну сертификацију од стране РИАЈ-а.  
ти екс ти су објавили свој трећи ЕП Минисоде1: Плави сат са главним синглом „Плави сат“ 26. октобра  Албум је дебитовао на трећем месту Гаон листе албума, продавши се у преко 300.000 примерака у првој недељи.   У Сједињеним Државама, ЕП је дебитовао на 25. месту Билборд 200, најпродаванијег албума недеље. Такође је заузео прво место на листи Биллбоард Ворлд Албумс, а ти екс ти је поново био на врху листе Емергинг Артистс .  ЕП је такође ушао на листу албума Орицон на првом месту, поставши њихов други врх топ листе у Јапану.  КМЦА је сертификован као платина.  ти екс ти је 24. новембра објавио оригиналну музику под називом „твоје светло“ за тинејџерску драму ЈТБЦ Ливе Он 

### 2021:Још увек сањам,поглавље хаосаихаотична земља чуда
Њихов деби јапански студијски албум Још увек сањам, објављен је 20. јануара 2021.  Албум је укључивао оригиналну јапанску песму "сила", која је послужила као уводна тема за другу сезону анимеа <i id="mwAUs">World Trigger (season 2)</i> .  <i id="mwAU4">Још увек сањам</i> је дебитовао и доспео на прво место јапанске Орицон листе албума и добио је златну сертификацију од стране РИАЈ-а.   Албум је заузео 173. место на Билборду 200, чиме је ти екс ти други корејски бенд у историји чији се албум на јапанском језику нашао на листи албума у САД.  У априлу 2021, <i id="mwAVc"><a href="./Минисоде1: Плави сат" rel="mw:WikiLink" data-linkid="264" data-cx="{&quot;adapted&quot;:false,&quot;sourceTitle&quot;:{&quot;title&quot;:&quot;Minisode1: Blue Hour&quot;,&quot;description&quot;:&quot;2020 EP by TXT&quot;,&quot;pageprops&quot;:{&quot;wikibase_item&quot;:&quot;Q99518024&quot;},&quot;pagelanguage&quot;:&quot;en&quot;},&quot;targetFrom&quot;:&quot;mt&quot;}" class="cx-link" id="mwAVg" title="Минисоде1: Плави сат">Минисоде1: Плави сат</a></i> добио је двоструко платинасти сертификат од КМЦА, што указује на 500.000 испорука. 
Биг Хит Мјузик је 22. априла 2021. објавио да ће се ти екс ти  вратити крајем маја.  Група је објавила свој други студијски албум, поглавље хаоса: замрзнути 31. маја са главним синглом "0x1=љубавна песма (знам да те волим)", са Сеоријем .  7. маја је објављено да су претпродаје албума премашиле 520.000 примерака за шест дана.  31. маја, пре званичног објављивања албума, претпродаје су порасле на преко 700.000 примерака, удвостручивши се у односу на њихово последње издање.  <i id="mwAWg">поглавље хаоса: замрзнути</i> дебитовао је на петом месту на Билборду 200, поставши албум бенда са највише листе у Сједињеним Државама и најпродаванији албум те недеље.  Албум је био на првом месту Орицон Албумс листе, поставши четврти узастопни врх  ти екс ти  топ листе у Јапану.  24. маја, бенд је објавио оригинални соундтрацк "љубавни поглед" за  TVN (South Korean TV channel) драму Doom at Your Service.  25. јуна, ти екс ти  је објавио ремикс песме "0x1=љубавна песма (знам да те волим)" са PH-1 (rapper), Woodie Gochild  и Сеори.  У јулу, <i id="mwAXg">поглавље хаоса: замрзнути</i> је добио златни сертификат од стране РИАЈ -а, што је прво ти екс ти-ово корејско издање које је сертификовано у Јапану.  У августу је албум добио троструко платинасти сертификат од КМЦА, што указује на 750.000 испорука. 
Бенд је објавио Поглавље хаоса: Бори се или побегни, препаковану верзију<i id="mwAXg">поглавље хаоса: замрзнути</i>, са главним синглом „губитник=љубавник“ 17. августа 2021.  Група је 3. октобра одржала свој први целовечерњи концерт под називом ACT:BOY. Концерт је трајао 150 минута, садржао је 25 песама и преносио се преко онлајн платформе VenewLive  за фанове у 126 земаља.  Петог октобра је најављено да ће сваки члан служити као гостујући ДЈ на КБС Cool FM's Kiss the Radio од 25. до 31. октобра, где ће бити домаћин "Tomorrow x Together недеља" како би "показали своје јединствене чари" пратећи претходног ДЈ Иоунг К -а. 
ти екс ти су објавили свој први јапански ЕП, хаотична земља чуда, 10. новембра 2021. Садржао је јапанске верзије песме "0x1=љубавна песма (знам да те волим)" са Икутом Лилас, вокалистом јапанског музичког дуа Иоасоби,  и "МОА дневник (Дубаду Вари Вари)", заједно са оригиналном јапанском песмом "Ито" и прва оригинална енглеска песма групе "Магија". „Ито“, коју је компоновао јапански рок бенд Греееен, послужио је као тематска песма за јапанску драму Spiral Labyrinth – DNA Forensic Investigation[ја], адаптирану из истоимене манге. 
Дана 24. новембра 2021, ти екс ти је добио награду за поп икону за мушкарце године 2021. коју је доделио ГК Јапан .  Група се такође појавила на насловној страни магазина Euphoria, где су разговарали са Аеданом Јуветом о томе да су проглашени за „ит групу“ четврте генерације К-попа. 

### 2022 – данас:Minisode 2: Thursday's Childи прва светска турнеја
Дана 23. марта 2022. ти екс ти је постао први мушки К-поп уметник који је ушао на Биллбоардову Сонг Бреакер листу. 
Објавили су свој четврти ЕП, Minisode 2: Thursday's Child, и главни сингл „добар дечко се покварио“ 9. маја 2022.  Дана 20. априла 2022. године, преднаруџбе су премашиле 810.000 примерака, шест дана након објаве.  Да би подржали ЕП, група је кренула на своју прву светску турнеју,  <a href="https://en.wikipedia.org/wiki/Act:_Lovesick" rel="mw:ExtLink" class="cx-link" data-linkid="305">Act: Lovesick</a>, која је почела 2. јула  Група је 22. јула 2022. објавила енглески сингл "Долина лажи" са порториканским репером Ианном Диором .  31. августа биће објављен трећи јапански сингл ти екс ти-jа, "добар дечко се покварио". 
Дана 30. јула 2022. ти екс ти је постао прва К-поп група која је наступила на Lollapalooza 

## Чланови
- Сyбин ( 수빈 ) – вођа [99]
- Јонџун ( 연준 ) [100]
- Бомгју ( 범규 ) [101]
- Техјан ( 태현 ) [102]
- ХјунингКаи ( 휴닝카이 ) [103]

## Потврде
У мају 2019, ти екс ти је најављен као нови амбасадор корејског бренда за негу коже It's Skin.   У децембру 2019. ти екс ти је најављен као ексклузивни модели за колекције корејских студентских униформи Skoolooks' 2020.  У фебруару 2021,  ти екс ти је изабран као „главни ликови“ у ТикТок -овој глобалној кампањи #BeMyValentine за прославу Дана заљубљених .  У марту 2021. чланови групе су најављени као модели за јапански аудио бренд GLIDiC.  У јулу 2021, група је откривена као најновији бренд амбасадор филипинског телекомуникационог гиганта Smart Communications за његову кампању „Изградите своју сопствену гига“.  У августу 2021, ти екс ти је изабран као модел за корејски бренд лепоте 4ОИН.  У мају 2022. група је најављена као глобални амбасадор корејског бренда за негу коже Man:yo factory. 

## Дисцограпхи
- Поглавље снова: Магија (2019)
- Још увек сањам (2021)
- Поглавље Хаоса: Замрзавање (2021)

## Филмографија

### Телевизија
| Година | Наслов                      | Напомене                                                          | Ref.    |
| ------ | --------------------------- | ----------------------------------------------------------------- | ------- |
| 2019   | Један сан. ти екс ти        | ти екс ти ријалити шоу, 8 епизода                                 | [ 112 ] |
| 2021   | Игралиште                   | са Енхипен ; Специјална емисија за Лунарну Нову годину, 2 епизоде | [ 113 ] |
| 2021   | TO DO X Tomorrow X Together | емисија                                                           | [ 114 ] |

### Онлине емисије
| Година       | Наслов                                       | Платформа              | Напомене                                              | Ref.            |
| ------------ | -------------------------------------------- | ---------------------- | ----------------------------------------------------- | --------------- |
| 2019 – данас | TALK X TODAY                                 | V Live, ЈуТјуби Веверс | ти екс ти, ријалити шоу, четири сезоне                | [ 115 ] [ 116 ] |
| 2020–данас   | TO DO X Tomorrow X Together                  | V Live, ЈуТјуби Веверс | Различите емисије засноване на ти екс ти-jу           | [ 117 ]         |
| 2020         | Weekly TXT                                   | АбемаТВ                | Јапански недељни ријалити шоу                         | [ 118 ]         |
| 2020         | TALK X TODAY ZERO                            | V Live & ЈуТјуб        | Пре-дебитантски ријалити шоу заснован на ти екс ти-jу | [ 119 ]         |
| 2021         | Tomorrow X Together Map for "Still Dreaming" | АбемаТВ                | Јапанска документарна емисија , 4 епизоде             | [ 120 ]         |
| 2021         | Smash. Restaurant                            | Smash                  | Јапанска недељна емисија                              | [ 121 ]         |
| 2022         | BACKSTAGE                                    | ЈуТјуб                 | Специјални документарни филм о сарадњи са Енхипеном   | [ 122 ]         |
| 2022         | Smash. Villa                                 | Smash                  | Јапанска недељна емисија                              | [ 123 ]         |

### Радио емисије
| Година | Наслов                           | Мрежа       | Напомене        | Ref.    |
| ------ | -------------------------------- | ----------- | --------------- | ------- |
| 2019   | Tomorrow X Together Show         | Naver Now   | ДЈ-еви          | [ 124 ] |
| 2021   | Listen                           | EBS         | ДЈ-еви          | [ 125 ] |
| 2021   | <i id="mwApM">Kiss the Radio</i> | KBS Cool FM | ДЈ-еви 25-31.10 | [ 87 ]  |

## Концерти и турнеје

### Главне турнеје
- Аct: Lovesick(2022) [126]

### Концерти
| Датум           | Наслов  | Цити        | Држава      | Место/мрежа | Ref.    |
| --------------- | ------- | ----------- | ----------- | ----------- | ------- |
| 3. октобар 2021 | ACT:BOY | широм света | широм света | VenewLive   | [ 127 ] |

### Фанливе
| Датум          | Наслов           | Цити  | Држава       | Место одржавања         | Ref.    |
| -------------- | ---------------- | ----- | ------------ | ----------------------- | ------- |
| 7–8. март 2020 | VenewLive        | Сеоул | Јужна Кореја | Bluesquare iMarket Hall | [ 128 ] |
| 6. марта 2021  | Shine X Together | Сеоул | Јужна Кореја | Bluesquare iMarket Hall | [ 129 ] |
| 5–6. март 2022 | Moa X Together   | Сеоул | Јужна Кореја | Olympic Hall            | [ 130 ] |

### Учешће на концерту
- Дочек Нове године 2021. уживо представио Веверсе [131]
- 2022 Веверсе Цон [Нова ера] [132]
- 2022 Лоллапалооза [98]